# Johann Brokoff

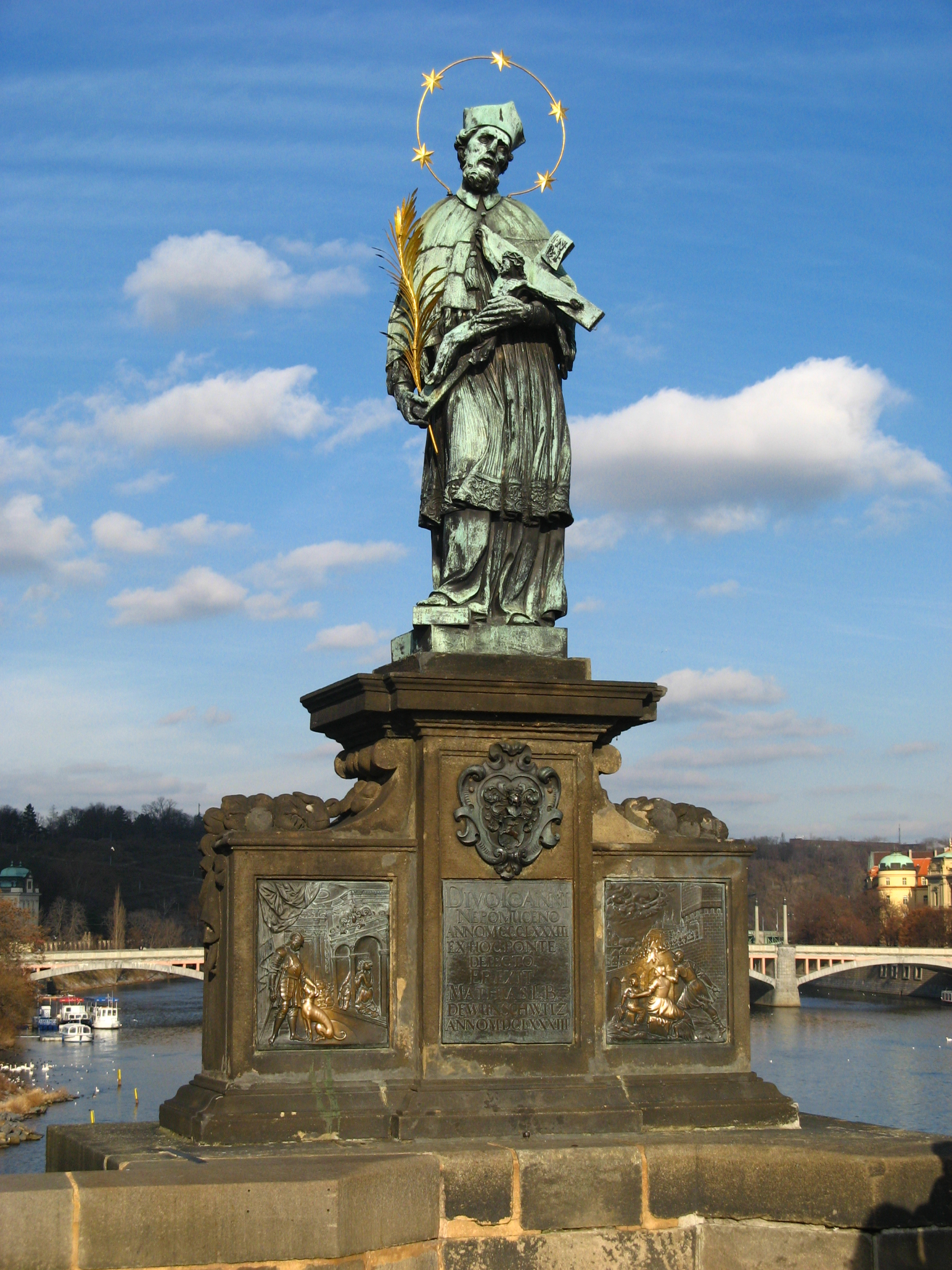
Die Statue des heiligen Johann von Nepomuk (1683) auf der Karlsbrücke

Johann Brokoff (auch: Brokof, Prokoff und Prokop, tschechisch: Jan Brokov; getauft am 23. Juni 1652 in Georgenberg, Zips; † 28. Dezember 1718 in Prag) war ein slowakischer Bildhauer des Barocks in Böhmen.

## Leben
Johann Brokoff wurde in Georgenberg (slowakisch Spišska Sobota, ungarisch Szepesszombat) in der Gespanschaft Zips, die damals zu Ungarn gehörte, geboren. Nach einer Ausbildung in Regensburg kam er 1675 auf der Wanderschaft nach Prag. Ab 1680 war er an verschiedenen Orten in Böhmen tätig (1680 oder 1681 floh er vor der Pest aus Prag und fand Aufnahme bei Matthias Gottfried Freiherr von Wunschwitz in dessen Schloss zu Ronsperg). Er ließ sich um 1690 mit seiner Familie in Prag nieder. Er gründete eine Bildhauerwerkstatt und erwarb 1693 das Prager Bürgerrecht. Schon vorher (1682) konvertierte er zum katholischen Glauben.
In Prag wurde er mit der plastischen Ausschmückung der Karlsbrücke beauftragt, für die auch sein Sohn Ferdinand Maximilian Brokoff mehrere Heiligenfiguren selbständig schuf.
1706–1709 hatte er größere Aufträge des Benediktinerklosters Braunau.
Nach seinem Tode wurde die Werkstatt von seinem älteren Sohn Michael Johann Brokoff (1686–1721) weiter geführt. Johann Brokoff und seine Söhne wurden auf dem Friedhof der Prager Kirche St. Martin in der Mauer (Kostel statého Martina ve zdi) beerdigt. Mit einer Gedenktafel wird dort noch heute ihrer gedacht.

## Werke

### In Prag
- Karlsbrücke: Holzmodell (um 1682 nach dem Gipsmodell von Matthias Rauchmüller geschaffen)[3] der von Wolf Hieronymus Herold gegossenen, 1693 auf der Brücke aufgestellten Bronzestatue Heiliger Johannes von Nepomuk
- In Skrabnik oder Skramnik in Böhmen, heute Skramníky (Klučov u Českého Brodu in Tschechien): weitere, 1715 aufgestellte Johannes-von-Nepomuk-Statue[4]
- Vor der Burg (Ke hradu): Skulptur der Pietá
- Schloss Troja (Trojský zámek): allegorische Büsten der Vier Tageszeiten, der Vier Elemente und der Vier Erdteile im Schlossgarten

### In anderen Orten

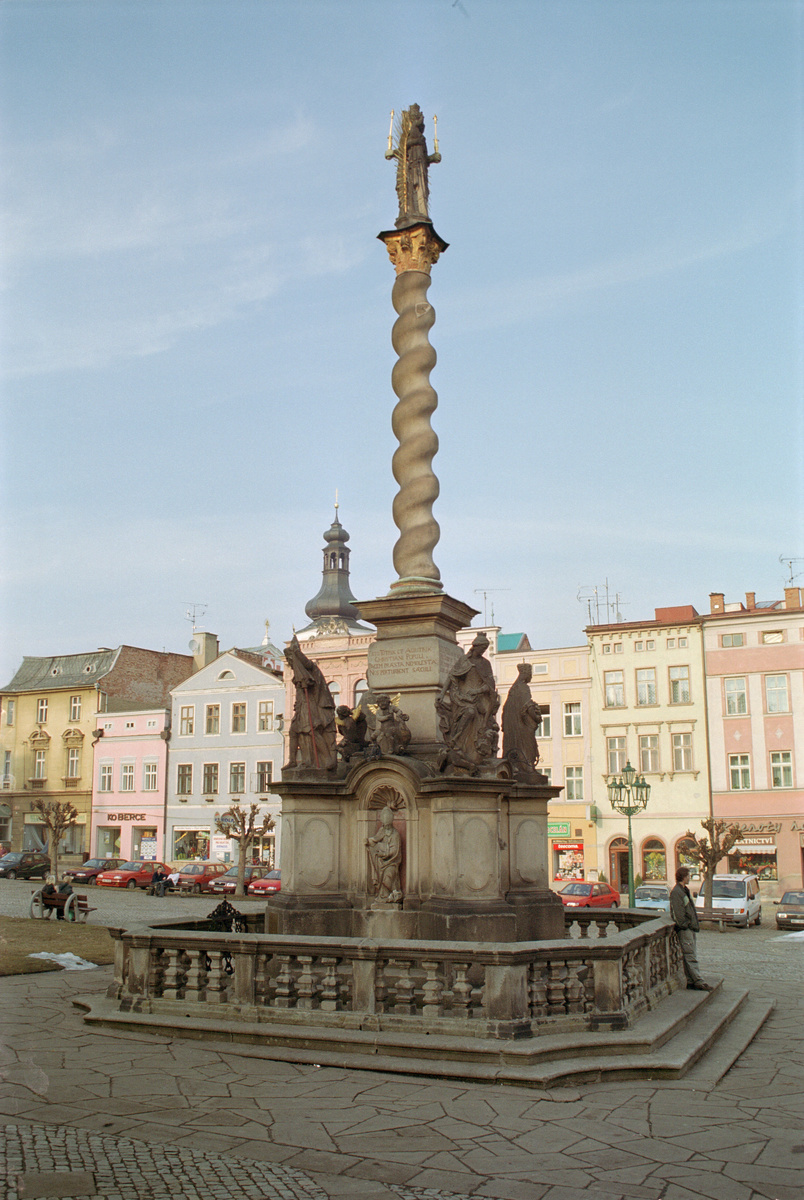
Mariensäule in Braunau

- Braunau: Mariensäule auf dem Ringplatz, acht Skulpturen für die Terrasse der Klosterkirche (1706)
- Haid: Statue Heiliger Nepomuk auf der Schlossbrücke
- Klösterle: Allegorische Skulpturen der Erdteile auf der Schlossterrasse (1685–1687)
- Libochowitz: Skulpturen der Mohren im Saturnsaal des Schlosses
- Příbram: Wallfahrtskirche Heiliger Berg (Svatá Hora) – Plastischer Schmuck des Prager Tors im Kreuzgang
- Tachau: Pfarrkirche Mariä Himmelfahrt – Statuen der Landespatrone
- Rothenhaus: Plastiken und Brunnen im Park des Schlosses
- Brüx: barocke Skulpturen der vier Elemente (1715), jetzt aufgestellt am neuen Magistratsgebäude in Most